# 23e cérémonie des Satellite Awards
La 23e cérémonie des Satellite Awards, décernés par l'International Press Academy, a lieu le 22 février 2019 pour récompenser les films et séries télévisées produits en 2018.
Les nominations ont été annoncées le 28 novembre 2018.

## Palmarès

### Cinéma

#### Meilleur film dramatique
Si Beale Street pouvait parler (If Beale Street Could Talk)
- Black Panther
- First Man : Le Premier Homme sur la Lune
- Hérédité (Hereditary)
- Marie Stuart, reine d'Écosse (Mary Queen of Scots)
- Les Veuves (Widows)

#### Meilleur film musical ou comédie
A Star Is Born
- Crazy Rich Asians
- La Favorite (The Favourite)
- Green Book : Sur les routes du sud
- Le Retour de Mary Poppins (Mary Poppins Returns)
- Nico, 1988

#### Meilleur film indépendant
BlacKkKlansman : J'ai infiltré le Ku Klux Klan
- Eighth Grade
- Sur le chemin de la rédemption (First Reformed)
- Leave No Trace
- Private Life
- Private War

#### Meilleur réalisateur
Alfonso Cuarón – Roma
- Bradley Cooper – A Star Is Born
- Peter Farrelly – Green Book : Sur les routes du sud
- Barry Jenkins – Si Beale Street pouvait parler (If Beale Street Could Talk)
- Yórgos Lánthimos – La Favorite (The Favourite)
- Spike Lee – BlacKkKlansman : J'ai infiltré le Ku Klux Klan

#### Meilleur acteur dans un film dramatique
Willem Dafoe – At Eternity's Gate
- Ben Foster – Leave No Trace
- Ryan Gosling – First Man : Le Premier Homme sur la Lune
- Ethan Hawke – Sur le chemin de la rédemption (First Reformed)
- Lucas Hedges – Boy Erased
- Robert Redford – The Old Man and the Gun

#### Meilleure actrice dans un film dramatique
Glenn Close – The Wife
- Yalitza Aparicio – Roma
- Viola Davis – Les Veuves (Widows)
- Nicole Kidman – Destroyer
- Melissa McCarthy – Les Faussaires de Manhattan (Can You Ever Forgive Me?)
- Rosamund Pike – Private War

#### Meilleur acteur dans un film musical ou une comédie
Rami Malek – Bohemian Rhapsody
- Bradley Cooper – A Star Is Born
- Lin-Manuel Miranda – Le Retour de Mary Poppins (Mary Poppins Returns)
- Viggo Mortensen – Green Book : Sur les routes du sud
- Nick Robinson – Love, Simon
- John David Washington – BlacKkKlansman : J'ai infiltré le Ku Klux Klan

#### Meilleure actrice dans un film musical ou une comédie
Olivia Colman – La Favorite (The Favourite)
- Emily Blunt – Le Retour de Mary Poppins (Mary Poppins Returns)
- Trine Dyrholm – Nico, 1988
- Elsie Fisher – Eighth Grade
- Lady Gaga – A Star Is Born
- Constance Wu – Crazy Rich Asians

#### Meilleur acteur dans un second rôle
Richard E. Grant – Can You Ever Forgive Me?
- Mahershala Ali – Green Book : Sur les routes du sud
- Timothée Chalamet – My Beautiful Boy
- Russell Crowe – Boy Erased
- Adam Driver – BlacKkKlansman : J'ai infiltré le Ku Klux Klan
- Sam Elliott – A Star Is Born

#### Meilleure actrice dans un second rôle
Regina King – Si Beale Street pouvait parler
- Claire Foy – First Man : Le Premier Homme sur la Lune
- Nicole Kidman – Boy Erased
- Margot Robbie – Marie Stuart, reine d'Écosse (Mary Queen of Scots)
- Emma Stone – La Favorite (The Favourite)
- Rachel Weisz – La Favorite (The Favourite)

#### Meilleure distribution
- La Favorite (The Favourite)

#### Meilleur scénario original
Roma – Alfonso Cuarón
- Eighth Grade – Bo Burnham
- La Favorite (The Favourite) – Deborah Davis et Tony McNamara
- Sur le chemin de la rédemption (First Reformed) – Paul Schrader
- Green Book : Sur les routes du sud – Nick Vallelonga, Brian Hayes Currie, et Peter Farrelly
- Sans un bruit (A Quiet Place) – Scott Beck, John Krasinski, et Bryan Woods

#### Meilleur scénario adapté
Can You Ever Forgive Me? – Nicole Holofcener et Jeff Whitty
- BlacKkKlansman : J'ai infiltré le Ku Klux Klan – Charlie Wachtel, David Rabinowitz, Kevin Willmott, et Spike Lee
- La Mort de Staline (The Death of Stalin) – Armando Iannucci, David Schneider, Ian Martin, et Peter Fellows
- Si Beale Street pouvait parler (If Beale Street Could Talk) – Barry Jenkins
- Leave No Trace – Debra Granik et Anne Rosellini
- A Star Is Born – Bradley Cooper et Eric Roth

#### Meilleure direction artistique
Le Retour de Mary Poppins – John Myhre
- Black Panther – Hannah Beachler
- Les Animaux fantastiques : Les Crimes de Grindelwald (Fantastic Beasts: The Crimes of Grindelwald) – Stuart Craig
- La Favorite (The Favourite) – Fiona Crombie
- First Man : Le Premier Homme sur la Lune – Nathan Crowley
- Roma – Eugenio Caballero

#### Meilleurs costumes
La Favorite (The Favourite) – Sandy Powell
- Black Panther – Ruth E. Carter
- Colette – Andrea Flesch
- Les Animaux fantastiques : Les Crimes de Grindelwald (Fantastic Beasts: The Crimes of Grindelwald) – Colleen Atwood
- Marie Stuart, reine d'Écosse (Mary Queen of Scots) – Alexandra Byrne
- A Star Is Born – Erin Benach

#### Meilleure photographie
A Star Is Born – Matthew Libatique
- Black Panther – Rachel Morrison
- Cold War – Łukasz Żal
- La Favorite (The Favourite) – Robbie Ryan
- Si Beale Street pouvait parler (If Beale Street Could Talk) – James Laxton
- Roma – Alfonso Cuarón

#### Meilleur montage
Roma – Alfonso Cuarón
- BlacKkKlansman : J'ai infiltré le Ku Klux Klan – Barry Alexander Brown
- First Man : Le Premier Homme sur la Lune – Tom Cross
- Si Beale Street pouvait parler (If Beale Street Could Talk) – Joi McMillon et Nat Sanders
- A Star Is Born – Jay Cassidy
- Les Veuves (Widows) – Joe Walker

#### Meilleur son
Sans un bruit (A Quiet Place)
- Black Panther
- First Man : Le Premier Homme sur la Lune
- Le Retour de Mary Poppins (Mary Poppins Returns)
- Roma
- A Star Is Born

#### Meilleurs effets visuels
Black Panther
- Avengers: Infinity War
- Les Animaux fantastiques : Les Crimes de Grindelwald (Fantastic Beasts: The Crimes of Grindelwald)
- Jurassic World: Fallen Kingdom
- Rampage : Hors de contrôle
- Ready Player One

#### Meilleure chanson originale
"Shallow" – A Star Is Born
- "All the Stars" – Black Panther
- "Can You Imagine That?" – Le Retour de Mary Poppins (Mary Poppins Returns)
- "Requiem for a Private War" – Private War
- "Revelation" – Boy Erased
- "Strawberries & Cigarettes" – Love, Simon

#### Meilleure musique de film
First Man : Le Premier Homme sur la Lune – Justin Hurwitz
- BlacKkKlansman : J'ai infiltré le Ku Klux Klan – Terence Blanchard
- Colette – Thomas Adès
- Si Beale Street pouvait parler (If Beale Street Could Talk) – Nicholas Britell
- Les Frères Sisters (The Sisters Brothers) – Alexandre Desplat
- Les Veuves (Widows) – Hans Zimmer

#### Meilleur film en langue étrangère
Roma (Mexique) 
- The Cakemaker (Israel)
- Cold War (Pologne)
- The Guilty (Danemark)
- I Am Not a Witch (Royaume-Uni)
- Shoplifters (Japon)

#### Meilleur film d'animation ou multimédia
L'Île aux chiens (Isle of Dogs)
- Les Indestructibles 2 (Incredibles 2)
- Liz et l'Oiseau bleu (Liz and the Blue Bird)
- Miraï, ma petite sœur
- Ralph 2.0 (Ralph Breaks the Internet)
- Ruben Brandt, Collector

#### Meilleur film documentaire
Minding the Gap
- Crime + Punishment
- Free Solo
- RBG
- Three Identical Strangers
- Won't You Be My Neighbor?

### Télévision

#### Meilleure série télévisée dramatique
Homecoming – Amazon
- De celles qui osent – Freeform
- The Handmaid's Tale : La Servante écarlate – Hulu
- Mr. Mercedes – AT&T
- Succession – HBO
- This Is Us – NBC

#### Meilleure série télévisée musicale ou comique
Lodge 49 – AMC
- Arrested Development – Netflix
- Atlanta – FX
- Barry – HBO
- Black-ish – ABC
- The Good Place – NBC
- Insecure – HBO

#### Meilleure série télévisée de genre
The Terror – AMC
- Castle Rock – Hulu
- Counterpart – Starz
- Doctor Who – BBC
- Le Maître du Haut Château – Amazon

#### Meilleure mini-série ou meilleur téléfilm
American Crime Story: The Assassination of Gianni Versace – FX
- The Looming Tower – Hulu
- Patrick Melrose – Showtime
- Sharp Objects – HBO
- A Very English Scandal – Amazon

#### Meilleur acteur dans une série télévisée dramatique ou une série de genre
Brendan Gleeson – Mr. Mercedes
- Jason Bateman – Ozark
- Bob Odenkirk – Better Call Saul
- Matthew Rhys – The Americans
- J. K. Simmons – Counterpart
- Billy Bob Thornton – Goliath

#### Meilleure actrice dans une série télévisée dramatique ou une série de genre
Julia Roberts – Homecoming
- Elisabeth Moss – The Handmaid's Tale
- Sandra Oh – Killing Eve
- Keri Russell – The Americans
- Jodie Whittaker – Doctor Who

#### Meilleur acteur dans une série télévisée musicale ou comique
Bill Hader – Barry
- Anthony Anderson – Black-ish
- Ted Danson – The Good Place
- Donald Glover – Atlanta
- William H. Macy – Shameless
- Thomas Middleditch – Silicon Valley

#### Meilleure actrice dans une série télévisée musicale ou comique
Issa Rae – Insecure
- Alison Brie – GLOW
- Christina Hendricks – Good Girls
- Ellie Kemper – Unbreakable Kimmy Schmidt
- Niecy Nash – Claws
- Tracee Ellis Ross – Black-ish

#### Meilleur acteur dans une mini-série ou un téléfilm
Darren Criss – American Crime Story: The Assassination of Gianni Versace
- Daniel Brühl – L'Aliéniste
- Benedict Cumberbatch – Patrick Melrose
- Jeff Daniels – The Looming Tower
- Hugh Grant – A Very English Scandal
- Jared Harris – The Terror

#### Meilleure actrice dans une mini-série ou un téléfilm
Amy Adams – Sharp Objects
- Laura Dern – The Tale
- Dakota Fanning – L'Aliéniste
- Julia Roberts – Homecoming
- Emma Stone – Maniac

#### Meilleur acteur dans un second rôle dans une série, téléfilm ou mini-série
Hugo Weaving – Patrick Melrose
- Mark Duplass – Goliath
- John Macmillan – King Lear
- Édgar Ramírez – American Crime Story: The Assassination of Gianni Versace
- Paul Ready – The Terror
- Ben Whishaw – A Very English Scandal

#### Meilleure actrice dans un second rôle dans une série, téléfilm ou mini-série
Sharon Stone – Mosaic
- Penélope Cruz – American Crime Story: The Assassination of Gianni Versace
- Jennifer Jason Leigh – Patrick Melrose
- Justine Lupe – Mr. Mercedes
- Nive Nielsen – The Terror
- Emma Thompson – King Lear

#### Meilleure distribution
- American Crime Story: The Assassination of Gianni Versace

### Prix spéciaux
- Auteur Award : Ryan Coogler (for singular vision and unique artistic control over the elements of production)
- Mary Pickford Award : Rade Šerbedžija (for outstanding contribution to the entertainment industry)
- Nikola Tesla Award : Kevin Baillie (for visionary achievement in filmmaking technology)
- Meilleur premier film : Rupert Everett, The Happy Prince